# Relaciones Rumania-Venezuela
Las relaciones Rumania-Venezuela se refieren a las relaciones internacionales que existen entre Rumania y Venezuela.

## Historia

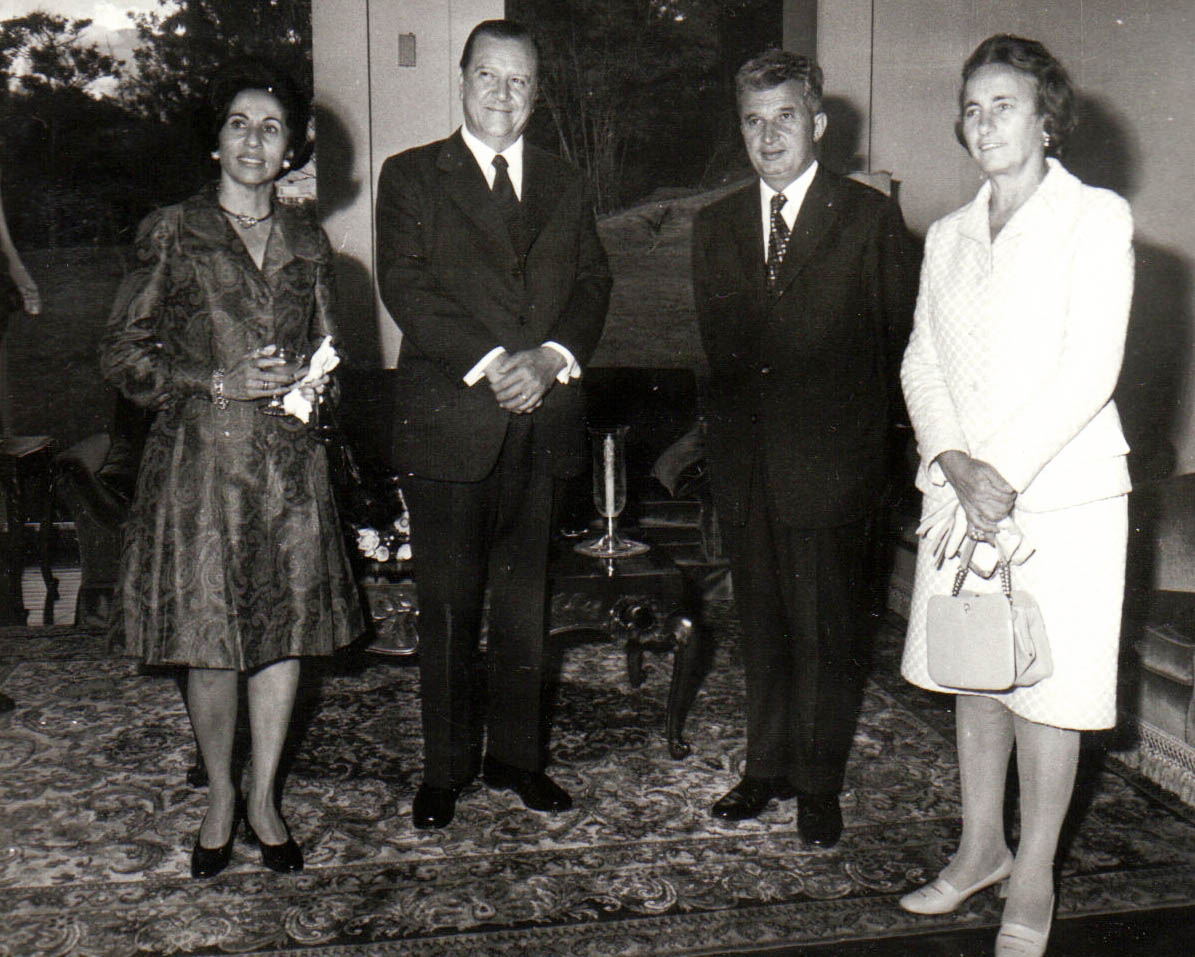
Visita oficial de Nicolae Ceaușescu a Venezuela en septiembre de 1973, recibido por el presidente Rafael Caldera

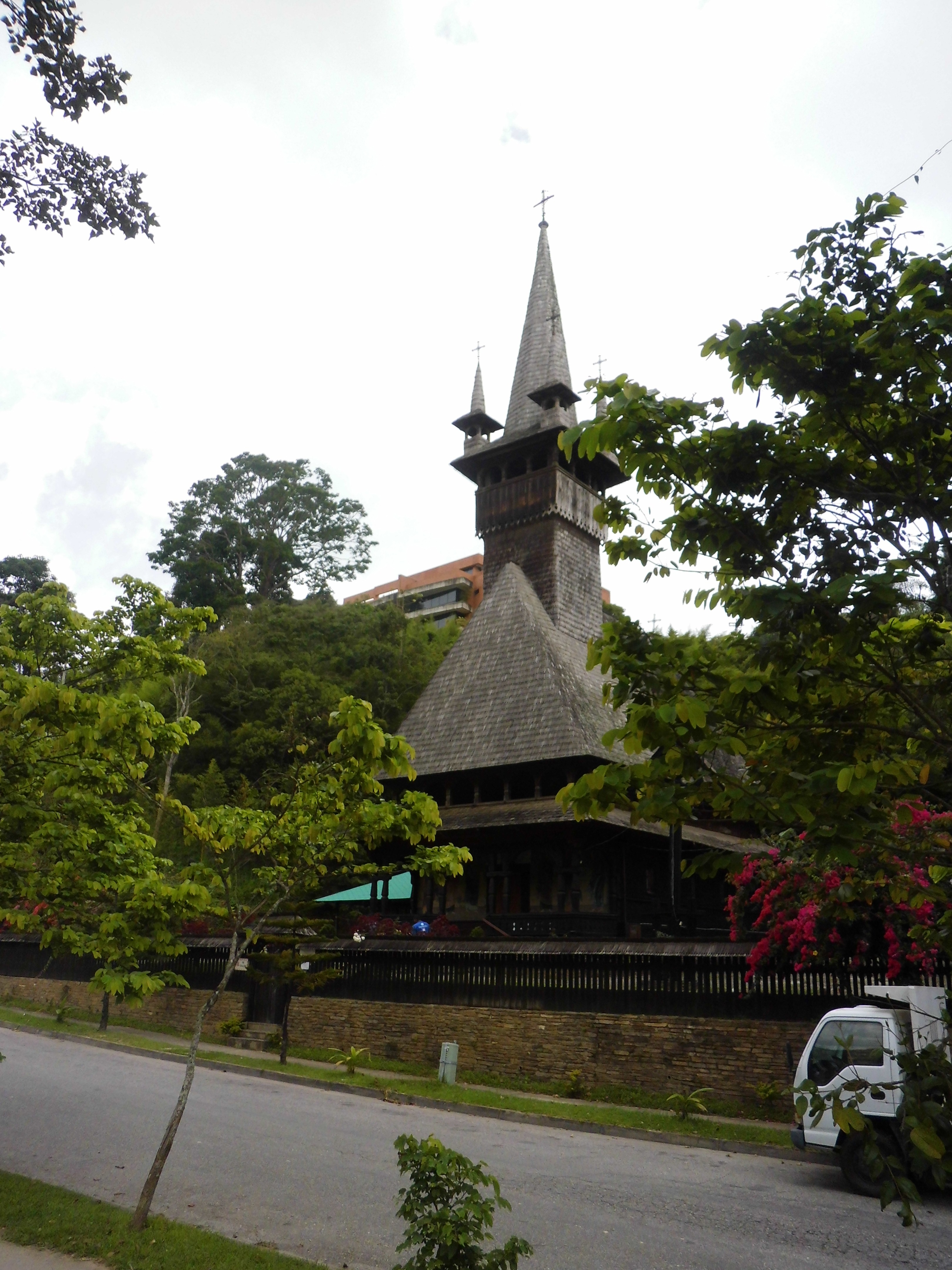
Iglesia Ortodoxa rumana de San Constantino y Santa Elena en Caracas.

### SigloXX
El dictador Nicolae Ceaușescu realizó una visita oficial a Venezuela junto con su esposa Elena en septiembre de 1973.

### SigloXXI
Rumania estuvo entre los 28 países de la Unión Europea que desconocieron los resultados de las elecciones de la Asamblea Nacional Constituyente de Venezuela de 2017. Rumania también desconoció los resultados de las elecciones presidenciales de Venezuela de 2018, donde Nicolás Maduro fue declarado como ganador.[cita requerida]
En 2019, durante la crisis presidencial de Venezuela, Rumania reconoció a Juan Guaidó como presidente de Venezuela.

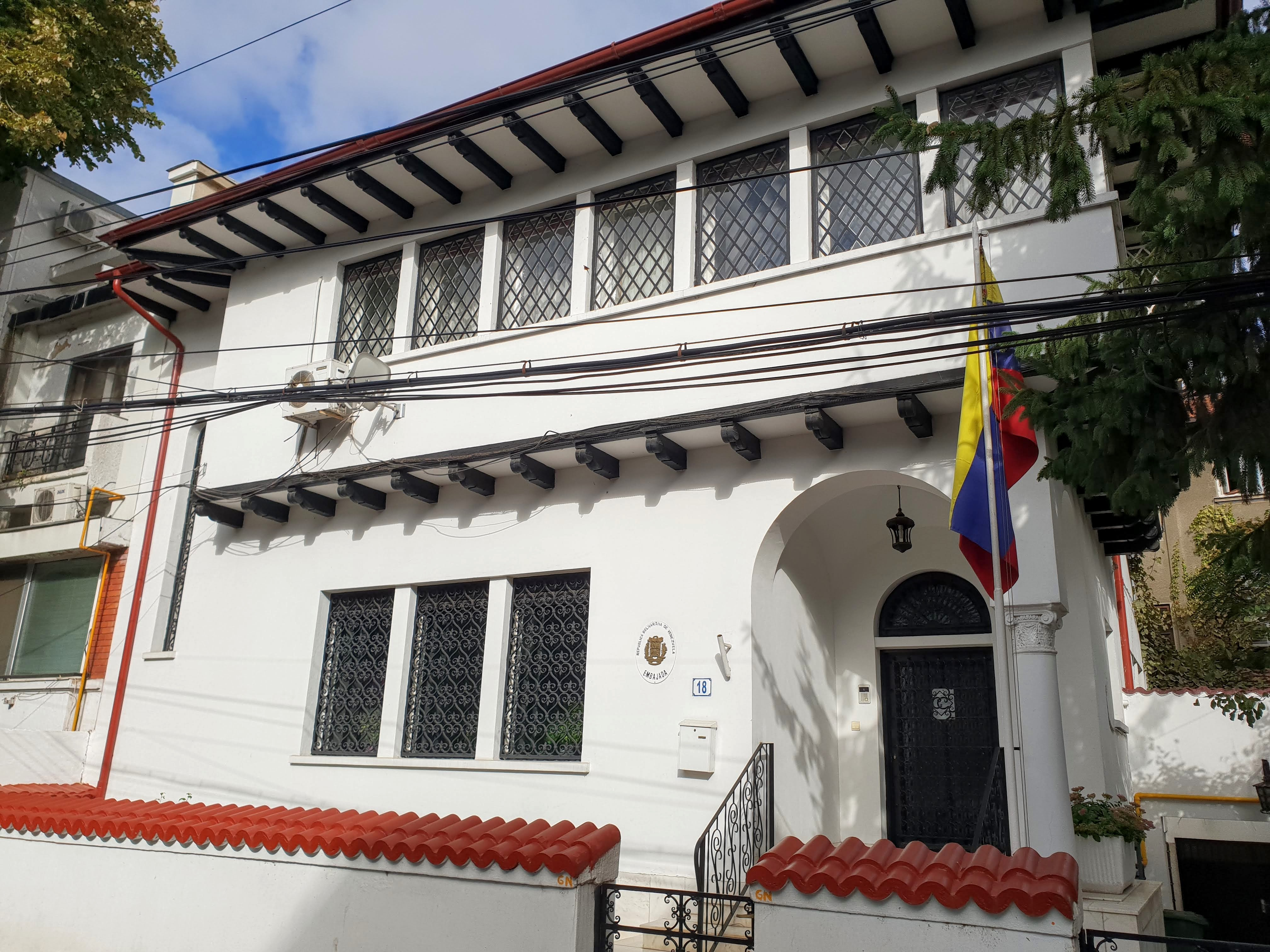
Embajada de Venezuela en Bucarest.